# Kato Poros
Kato Poros of Kato Poros Rethymnou (Grieks: Κάτω Πόρος of Κάτω Πόρος Ρεθύμνου) is een plaats op het Griekse eiland Kreta.
Kato Poros behoort tot de deelgemeente (dimotiki enotita) Lappa van de fusiegemeente (dimos) Rethimnon, in de Griekse bestuurlijke regio (periferia) Kreta.
Het plaatsje ligt op een hoogte van ongeveer 250 m, 20 km ten zuidwesten van de stad Rethimnon.